# ネオ・ビザンティン建築

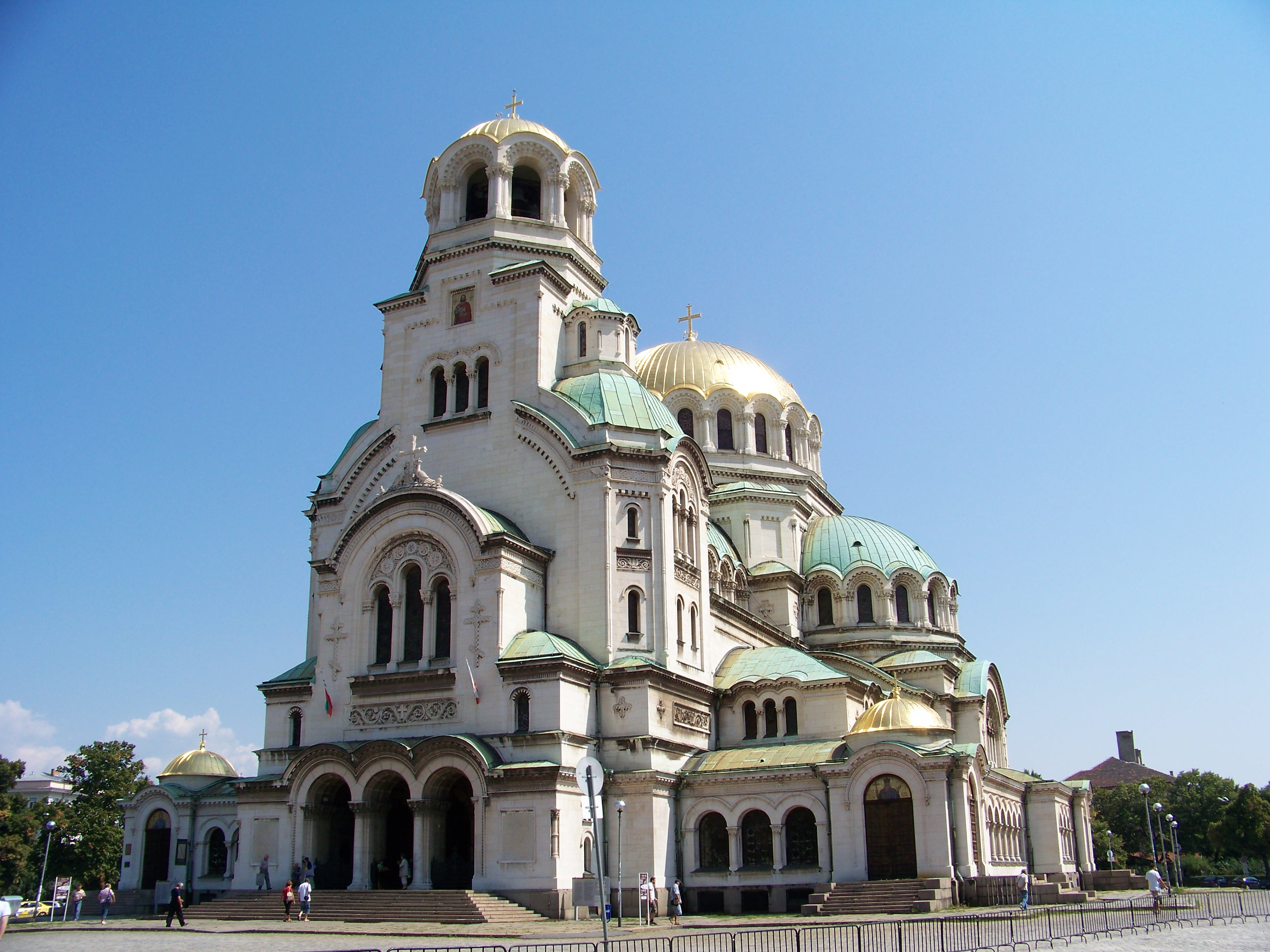
アレクサンドル・ネフスキー大聖堂（ソフィア）

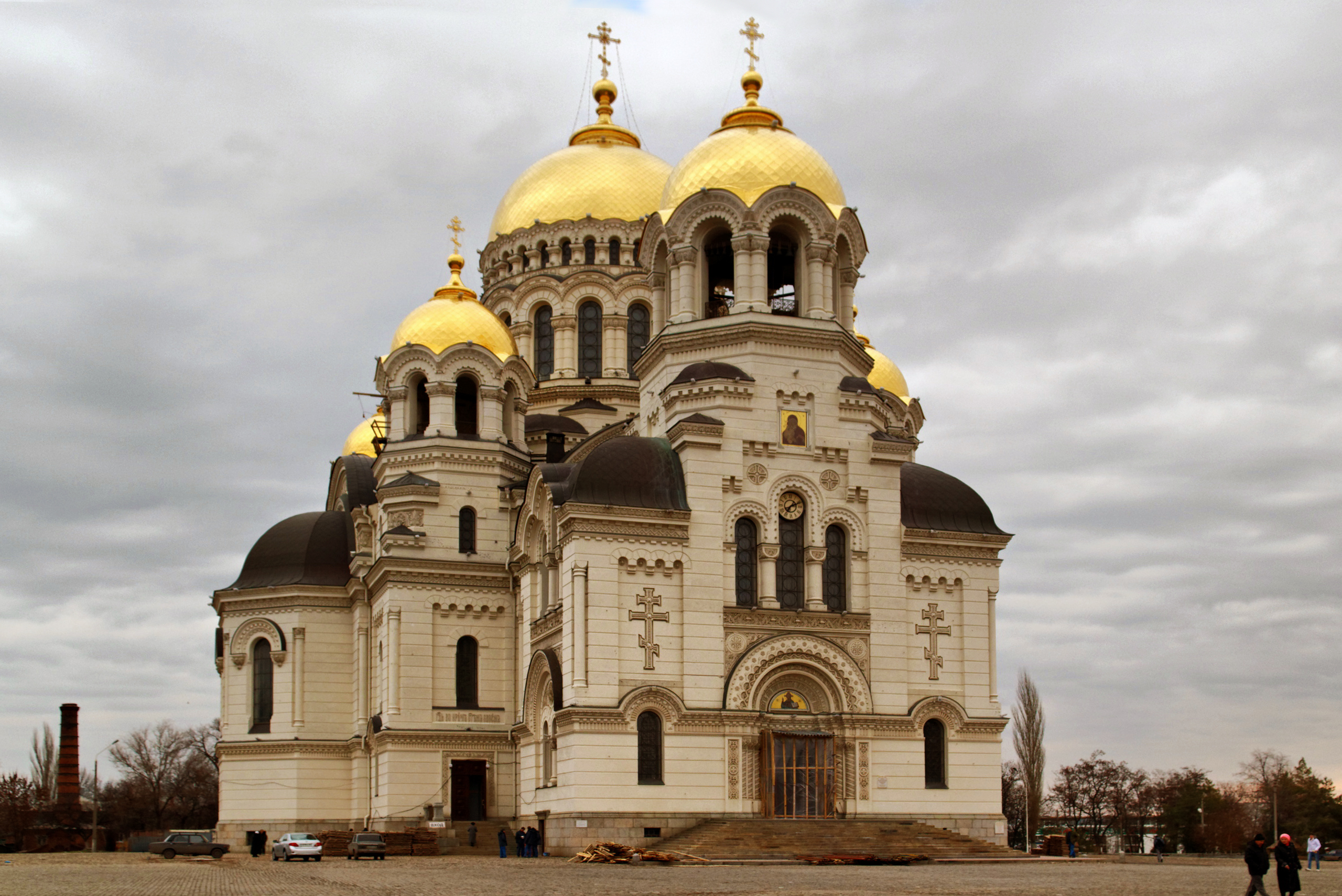
ノヴォチェルカッスク大聖堂(ノヴォチェルカッスク,ロシア）

ネオ・ビザンティン建築は、19世紀中葉から20世紀初頭に発展した建築様式のひとつである。宗教施設や公共施設などによく見られる。ネオ・ビザンティン建築様式は、5世紀から11世紀にかけての東方教会や東方正教会によく見られるビザンティン建築様式の流れをくんでいる。
帝政ロシアでコンスタンチン・トーンが新古典主義建築にロシアの信仰復興運動を合わせてネオ・ビザンティン建築を世間に広めたこともあり、ロシアや東ヨーロッパで発達した。ソフィアのアレクサンドル・ネフスキー大聖堂は特に有名である。ネオ・ビザンティン建築様式の特徴として、円形のアーチ、ヴォールト、ドームや、煉瓦や石目塗りのしっくいの外壁、象徴的な外装、モザイク装飾があげられる。
アメリカでは、テキサス州のライス大学のキャンパス内にある建物などがネオ・ビザンティン建築様式として有名である。
1850年頃から1880年頃、イギリスのブリストルではブリストル・ビザンティンという建築様式が有名であった。

## ネオ・ビザンティン建築の例

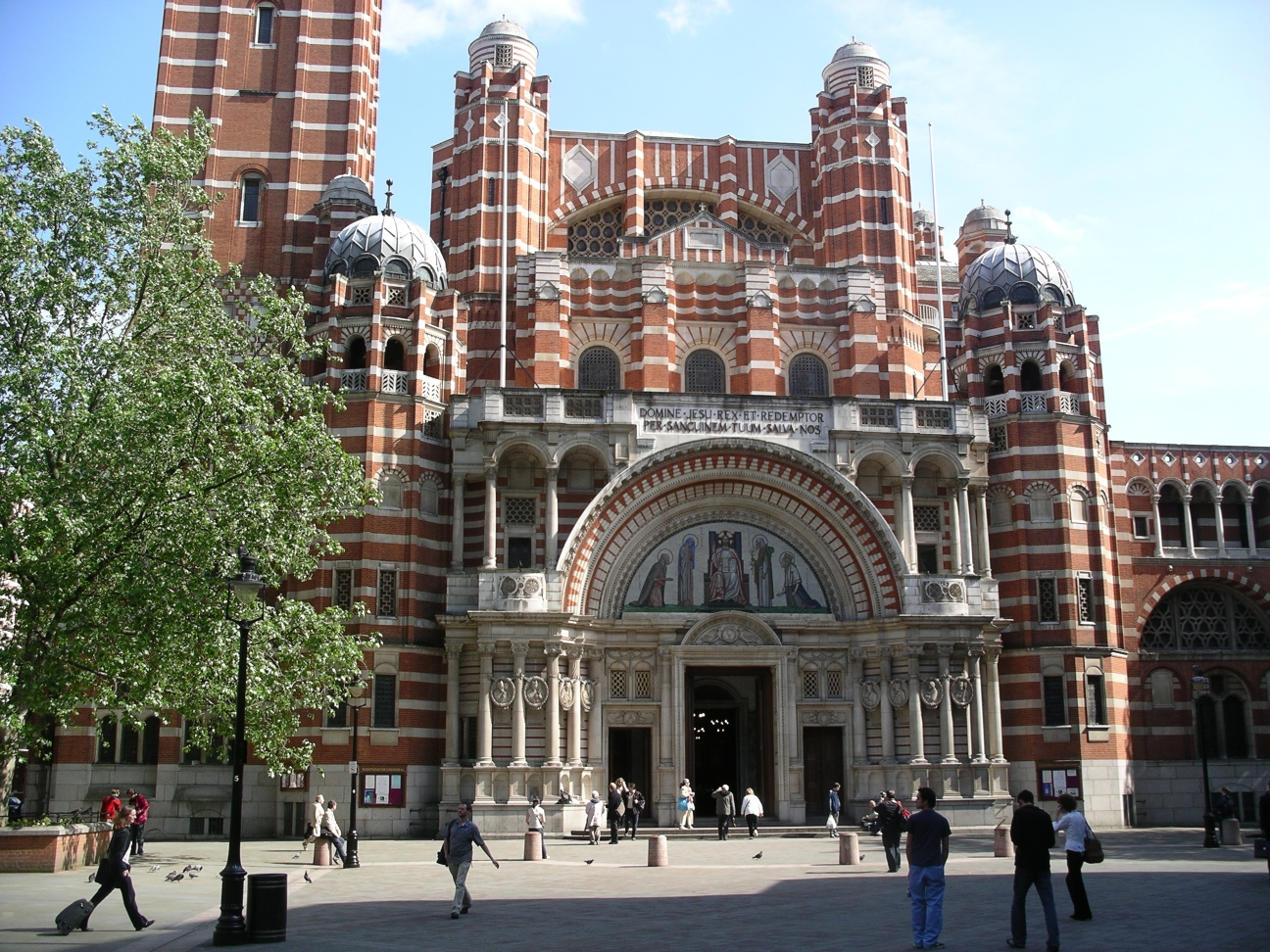
ウェストミンスター大聖堂（ロンドン）
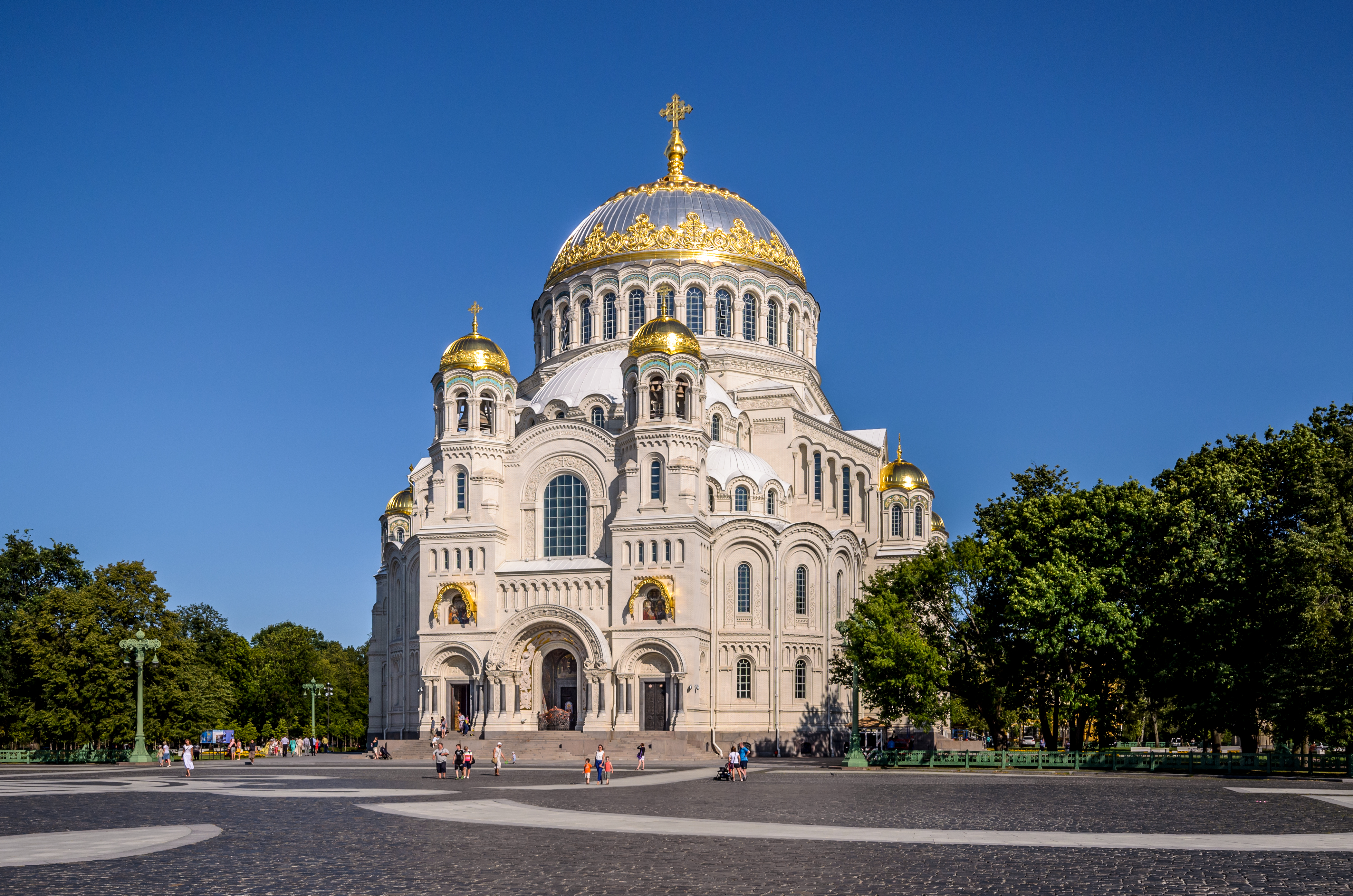
海の大聖堂（クロンシュタット）
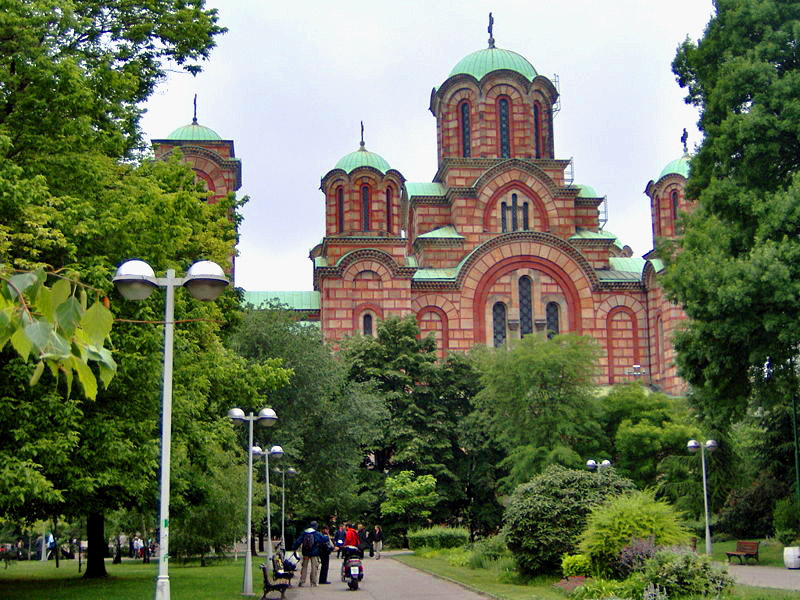
聖マルク教会（ベオグラード）
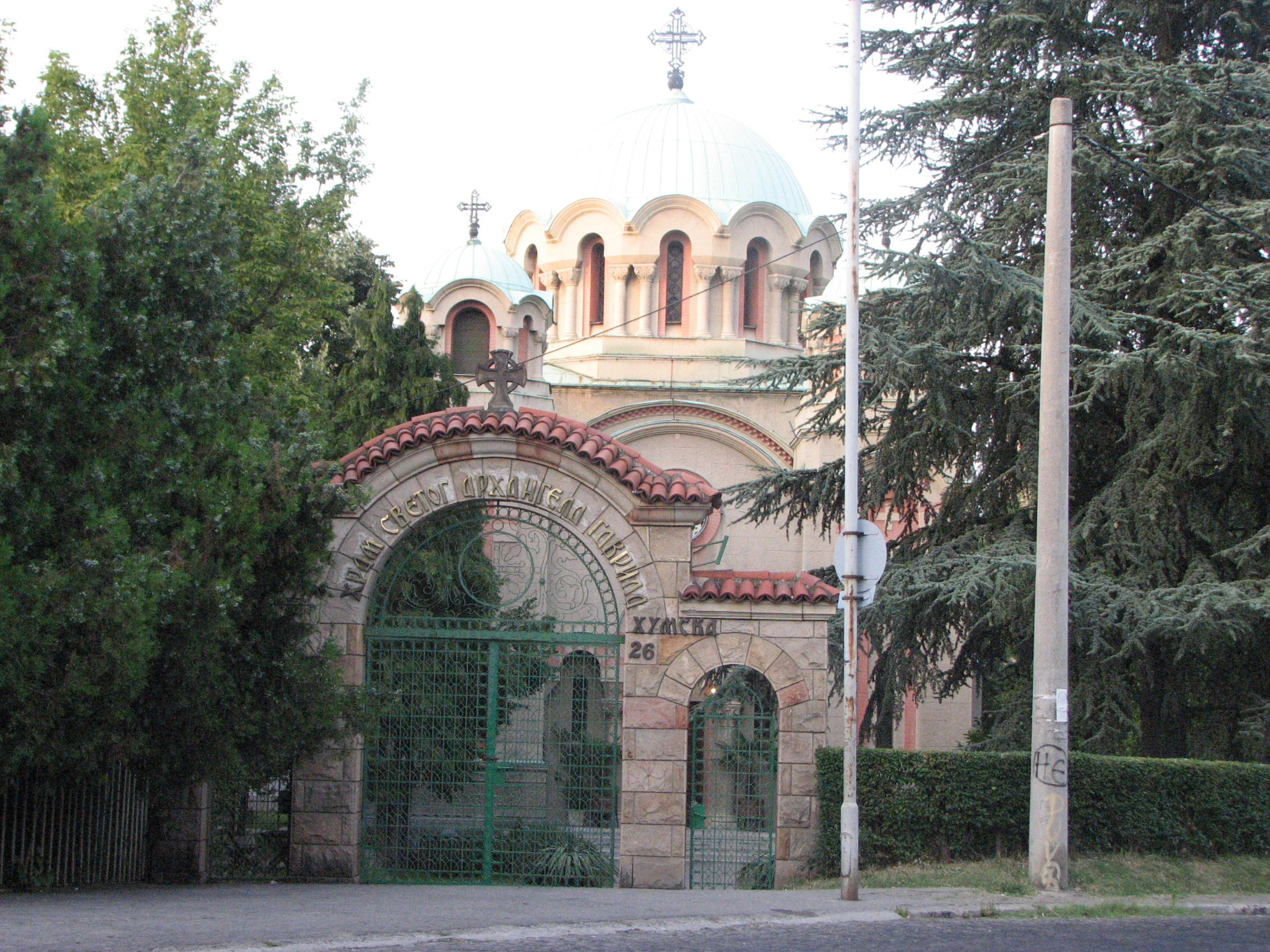
聖ガブリエル教会（ベオグラード）
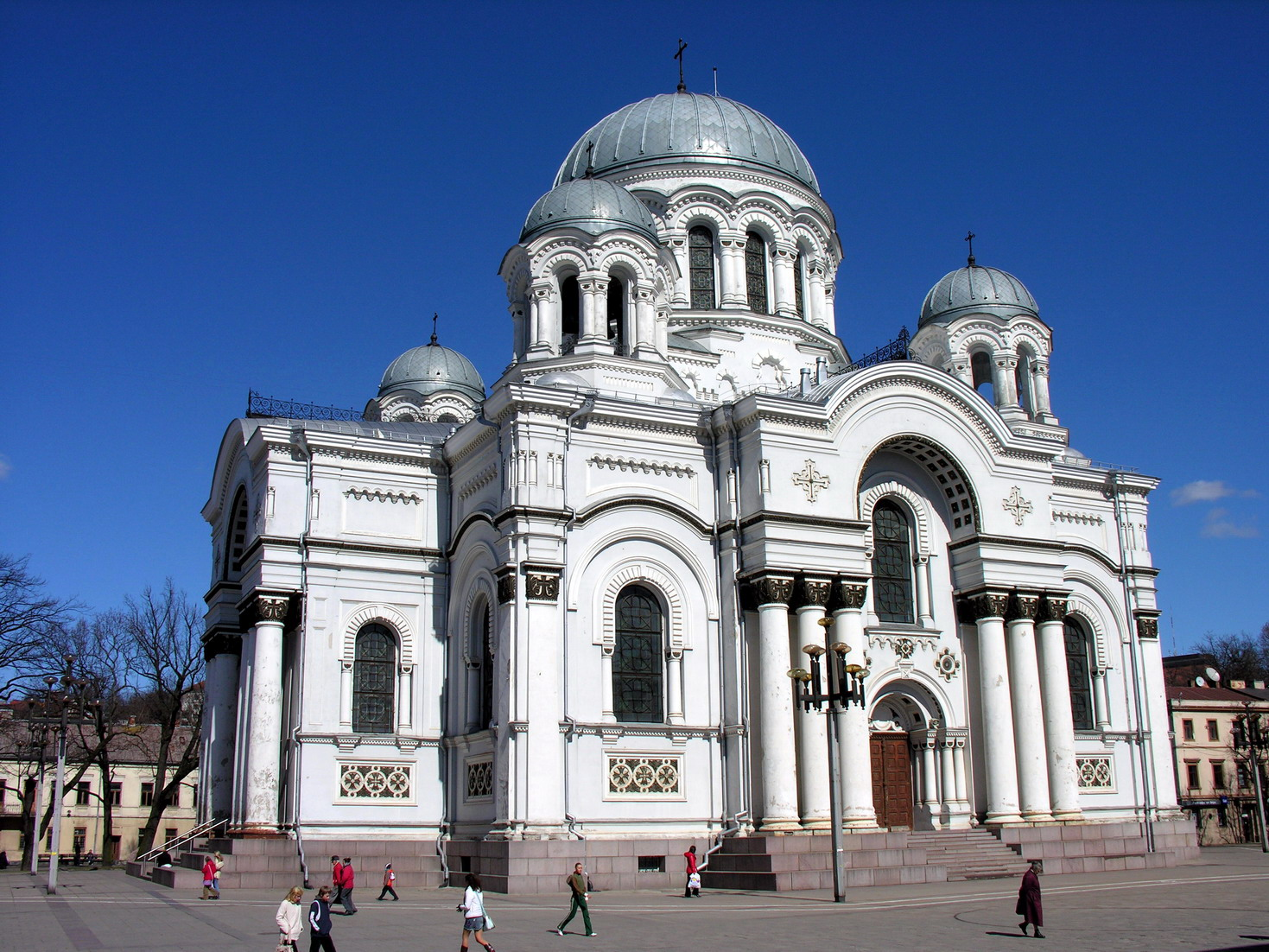
聖ミカエル教会（カウナス）